# Ocellusia achroma
Ocellusia achroma är en tvåvingeart som beskrevs av Seguy 1955. Ocellusia achroma ingår i släktet Ocellusia och familjen hoppflugor.
Artens utbredningsområde är Madagaskar. Inga underarter finns listade i Catalogue of Life.